# Distrito Norte (Israel)

Localização do Distrito Norte no território israelense.

O Distrito Norte (hebraico: מחוז הצפון, Mehoz hatzafon, conhecido também como o distrito do Norte), é um dos seis distritos administrativos de Israel. O Distrito do Norte possui uma área territorial de 3.324 km², o que aumenta para 3.484 km², quando solo e água estão incluídos. Incluindo o Golã, que tem uma área de 1154 km ², o terreno total chega a 4.478 km ² (4638 km ², incluindo água). A capital e maior cidade do distrito é Nazaré. 
Golã foi considerado um subdistrito do Distrito Norte de Israel desde o 1981 Lei de Golã foi aprovada, embora a sua anexação de fato não seja reconhecida pela comunidade internacional e nem pela ONU.

## Sub-regiões administrativas
| Cidades | Conselhos locais | Conselhos regionais |
| --- | --- | --- |
| - Afula - Acre - Bete-Seã - Carmiel - Ma'alot-Tarshiha - Migdal HaEmeq - Nahariya - Nazaré - Nazaré Illit - Qiryat-Chemoná - Safed - Sakhnin - Shagor - Shefa-'Amr - Tamra - Tiberíades - Yoqneam | - Abu Sinan - Arraba - Basmat Tab'un - Beit Jann - Bir al-Maksur - Bu'eine Nujeidat - Buq'ata - Daburiyya - Deir Hanna - Eilabun - Ein Qiniyye - Ein Mahil - Fassuta - Ghajar - Hurfeish - Hazor HaGelilit - I'billin - Iksal - Ilut - Jadeidi-Makr - Jish (também: Gush Halav) - Julis - Ka'abiyye-Tabbash-Hajajre - Kabul - Kafr Kanna - Kafr Manda - Kafr Yasif - Kaukab Abu al-Hija - Katzrin - Kfar Vradim - Kfar Kama - Kfar Tavor - Kisra-Sumei - Maghar - Majdal Shams - Mas'ada - Mashhad - Mazra'a - Metula - Mevo Hama - Migdal - Mi'ilya - Nahf - Peki'in - Rameh - Reineh - Ramat Yishai - Rosh Pinna - Sajur - Sha'ab - Shlomi - Shibli-Umm al-Ghanam - Tuba-Zangariyye - Tur'an - Yafa an-Naseriyye - Yanuh-Jat - Yavne'el - Yesod HaMa'ala - Yirka - Zarzir | - al-Batuf - Vale de Beit She'an - Bustan al-Marj - Emek HaYarden - Golan - Gilboa - Vale de Jezreel - Baixa Galileia - Ma'ale Yosef - Matte Asher - Megido - Merom HaGalil - Mevo'ot HaHermon - Misgav - Alta Galileia |